# Fondazione Giangiacomo Feltrinelli
La Fondazione Giangiacomo Feltrinelli, precedentemente Biblioteca Giangiacomo Feltrinelli e Istituto Giangiacomo Feltrinelli, è un'istituzione culturale fondata nel 1949 da Giangiacomo Feltrinelli.

## Storia
Giangiacomo Feltrinelli nel 1949 diede vita alla "Biblioteca Giangiacomo Feltrinelli" per lo studio della storia contemporanea e i movimenti sociali; la sede venne posta a Milano, in via Scarlatti 26, e la biblioteca fu codiretta da Feltrinelli insieme a Franco Ferri e Giuseppe del Bo. Iniziano a raccogliere materiale, che presentano, insieme a studi scientifici sui documenti, la rivista "Movimento operaio", fondata nel 1952.
Nel 1960 fu trasformata prima in Istituto e nel 1974 diventò Fondazione.

## Attività
La Fondazione si occupa di ricerca sociale e storiografica, nonché di organizzazione culturale a livello internazionale. Si propone di promuovere lo studio delle discipline storiche, politiche e socio-economiche moderne e contemporanee, con approfondimenti verso la storia e lo sviluppo del socialismo e dei movimenti operai.